# Ciobanesc romanesc corb
Ciobanesc romanesc corb (Svart rumänsk herdehund) är en hundras från Rumänien. Den är en boskapsvaktare och herdehund av molossertyp med ursprung i de rumänska delarna av Karpaterna samt de subkarpatiska områdena Dâmbovița, Argeș, Prahova och Brașov. I förhållande till det begränsade geografiska ursprunget är populationen stor. Den rumänska rasstandarden antogs 1978. 2024 erkändes rasen av Fédération Cynologique Internationale (FCI).